# La signora dai capelli rossi
La signora dai capelli rossi (Lady with Red Hair) è un film del 1940 di produzione statunitense diretto da Curtis Bernhardt a nome Kurt Bernhardt.
Si tratta di un film biografico che narra la vita dell'attrice statunitense Mrs. Leslie Carter.